# Троицкий храм (Большая Уча)
Храм Святой Троицы с. Большая Уча — трёхпрестольная православная церковь, основанная по указу Священного Синода за № 13941 от 6 апреля 1836 года.

## История возникновения
Приход села открыт по указу Священного Синода от 10 апреля 1836 года № 3941. В его состав вошли селения: с. Большая Уча, д. Большая Сюга, д. Березек, поч. Мальчиков, д. Кельвай Уча, д. Сундо-Уча, д. Шидлуд-Сундо-Уча, д. Крымбаево, д. Камыжлы, поч. Токмак, поч. Чужьем, д. Ломеслуд, д. Лайлуд, д. Пазял-Зюмья, д. Ключи, поч. Полянский.
14 ноября 1836 года Вятской духовной консисторией была выдана храмозданная грамота на строительство каменной церкви с двумя приделами.
В 1837 году была куплена деревянная церковь в селе Вавож на средства прихожан и освящена во имя Святой Троицы. 10 декабря 1839 года церковь сгорела. В 1840 году вновь построена деревянная церковь и тоже освящена в честь Святой Троицы.
8 июля 1853 года заложен фундамент каменного храма и в 1864 году строительство его закончено. Храм построен по проекту петербургского зодчего Тона Константина Андреевича в русско-византийском стиле. В храме было устроено три престола. В тёплом храме правый придел 25 января 1865 года освящён в честь Сретения Господня, левый придел освящён 3 декабря 1865 года в честь Архангела Михаила. В холодном храме главный придел освящён во имя Святой Троицы 28 июня 1878 года.
В 1869 году старая церковь упразднена. В 1846 году открыта церковно-приходская школа. В 1868 году — церковно-приходское попечительство.
Свято-Троицкая церковь закрыта на основании указа Президиума Верховного Совета УАССР от 10 апреля 1939 года. Здание передано под клуб.
В 1991 году службы в храме возобновились, вначале только в притворной его части, в здании продолжал работать клуб. Первым священником этого периода стал отец Симеон Бояров. В последующем настоятелями храма были отец Рафаил Усачёв, отец Сергий Минеев, при котором стали обустраивать основное помещение храма после переезда клуба в новое здание. Затем служил отец Николай Лекомцев, его сменил отец Сергий Жариков, затем отец Михаил Кабанов.
С февраля 1996 года настоятелем храма был священник Сергий Сорокин до своей кончины 9 августа 2012 года. Годы его служения ознаменовались большими преобразованиями в жизни храма, началом крупномасштабных строительных работ, которые продолжаются в настоящее время.
3 октября 2012 года указом митрополита Ижевского и Удмуртского Николая настоятелем Свято-Троицкого храма села Большая Уча назначен священник Евгений Неклюдов.